# ICD-10 第18章:症状、徴候および異常臨床所見・異常検査所見で他に分類されないもの
本項は、『疾病及び関連保健問題の国際統計分類』第10版（ICD-10）の「第18章:症状、徴候および異常臨床所見・異常検査所見で他に分類されないもの」の一覧である。

## R00-R99 - 症状，徴候及び異常臨床所見･異常検査所見で他に分類されないもの

### (R00-R09)　循環器系及び呼吸器系に関する症状及び徴候
- R00　心拍の異常
  - R00.0　頻脈，詳細不明
  - R00.1　徐脈，詳細不明
  - R00.2　動悸
  - R00.8　その他及び詳細不明の心拍の異常
- R01　心雑音及びその他の心音
  - R01.0　良性及び無害性心雑音
  - R01.1　心雑音，詳細不明
  - R01.2　その他の心音
- R02　え<壊>疽，他に分類されないもの
- R03　血圧測定における異常で診断されていないもの
  - R03.0　高血圧(症)と診断されない血圧上昇記録
  - R03.1　非特異的な血圧低下
- R04　気道からの出血
  - R04.0　鼻出血
  - R04.1　咽喉部<のど>出血
  - R04.2　喀血
  - R04.8　気道のその他の部位からの出血
  - R04.9　気道からの出血，詳細不明
- R05　咳
- R06　呼吸の異常
  - R06.0　呼吸困難
  - R06.1　喘鳴
  - R06.2　喘鳴
  - R06.3　周期性呼吸
  - R06.4　過呼吸
  - R06.5　口呼吸
  - R06.6　しゃっくり<吃逆>
  - R06.7　くしゃみ
  - R06.8　その他及び詳細不明の呼吸の異常
- R07　咽喉痛及び胸痛
  - R07.0　咽喉痛
  - R07.1　呼吸時の胸痛
  - R07.2　前胸部痛
  - R07.3　その他の胸痛
  - R07.4　胸痛，詳細不明
- R09　循環器系及び呼吸器系に関するその他の症状及び徴候
  - R09.0　窒息
  - R09.1　胸膜炎
  - R09.2　呼吸停止
  - R09.3　喀痰異常
  - R09.8　循環器系及び呼吸器系に関するその他の明示された症状及び徴候

### (R10-R19)　消化器系及び腹部に関する症状及び徴候
- R10　腹痛及び骨盤痛
  - R10.0　急性腹症
  - R10.1　上腹部に限局した疼痛
  - R10.2　骨盤痛及び会陰痛
  - R10.3　下腹部のその他の部位に限局した疼痛
  - R10.4　その他及び詳細不明の腹痛
- R11　悪心及び嘔吐
- R12　胸やけ
- R13　えん<嚥>下障害
- R14　鼓腸及び関連病態
- R15　便失禁
- R16　肝腫大及び脾腫，他に分類されないもの
  - R16.0　肝腫大，他に分類されないもの
  - R16.1　脾腫，他に分類されないもの
  - R16.2　脾腫を伴う肝腫大，他に分類されないもの
- R17　詳細不明の黄疸
- R18　腹水
- R19　消化器系及び腹部に関するその他の症状及び徴候
  - R19.0　腹腔内及び骨盤内腫脹，腫瘤及び塊
  - R19.1　腸音異常
  - R19.2　ぜん<蠕>動可視
  - R19.3　筋性防御<筋防衛>
  - R19.4　排便習慣の変化
  - R19.5　その他の異常便
  - R19.6　口臭
  - R19.8　消化器系及び腹部に関するその他の明示された症状及び徴候

### (R20-R23)　皮膚及び皮下組織に関する症状及び徴候
- R20　皮膚感覚障害
  - R20.0　皮膚の知覚<感覚>脱失
  - R20.1　皮膚の知覚<感覚>低下
  - R20.2　皮膚の知覚<感覚>異常(症)
  - R20.3　知覚<感覚>過敏
  - R20.8　その他及び詳細不明の皮膚感覚障害
- R21　発疹及びその他の非特異性皮疹
- R22　皮膚及び皮下組織の限局性腫脹，腫瘤及び塊
  - R22.0　限局性腫脹，腫瘤及び塊，頭部
  - R22.1　限局性腫脹，腫瘤及び塊，頚部
  - R22.2　限局性腫脹，腫瘤及び塊，体幹
  - R22.3　限局性腫脹，腫瘤及び塊，上肢
  - R22.4　限局性腫脹，腫瘤及び塊，下肢
  - R22.7　限局性腫脹，腫瘤及び塊，多部位
  - R22.9　限局性腫脹，腫瘤及び塊，部位不明
- R23　その他の皮膚変化
  - R23.0　チアノーゼ
  - R23.1　蒼白
  - R23.2　顔面紅潮
  - R23.3　特発性斑状出血
  - R23.4　皮膚組織の変化
  - R23.8　その他及び詳細不明の皮膚変化

### (R25-R29)　神経系及び筋骨格系に関する症状及び徴候
- R25　異常不随意運動
  - R25.0　異常頭部運動
  - R25.1　振戦，詳細不明
  - R25.2　(有痛性)けいれん<痙攣>
  - R25.3　線維束性れん<攣>縮
  - R25.8　その他及び詳細不明の異常不随意運動
- R26　歩行及び移動の異常
  - R26.0　失調性歩行
  - R26.1　麻痺性歩行
  - R26.2　歩行困難，他に分類されないもの
  - R26.8　歩行及び移動のその他及び詳細不明の異常
- R27　その他の協調運動障害
  - R27.0　運動失調(症)，詳細不明
  - R27.8　その他及び詳細不明の協調運動障害
- R29　神経系及び筋骨格系に関するその他の症状及び徴候
  - R29.0　テタニー
  - R29.1　髄膜症<メニンギスムス>
  - R29.2　異常反射
  - R29.3　姿勢異常
  - R29.4　股関節部クリック
  - R29.8　神経系及び筋骨格系に関するその他及び詳細不明の症状及び徴候

### (R30-R39)　腎尿路系に関する症状及び徴候
- R30　排尿に関連する疼痛
  - R30.0　排尿困難
  - R30.1　膀胱しぶり<膀胱テネスムス>
  - R30.9　排尿痛，詳細不明
- R31　詳細不明の血尿
- R32　詳細不明の尿失禁
- R33　尿閉
- R34　無尿及び乏尿<尿量減少>
- R35　多尿
- R36　尿道分泌物
- R39　尿路系に関するその他の症状及び徴候
  - R39.0　尿浸潤
  - R39.1　その他の排尿困難
  - R39.2　腎外性尿毒症
  - R39.8　尿路系に関するその他及び詳細不明の症状及び徴候

### (R40-R46)　認識，知覚，情緒状態及び行動に関する症状及び徴候
- R40　傾眠，昏迷及び昏睡
  - R40.0　傾眠
  - R40.1　昏迷
  - R40.2　昏睡，詳細不明
- R41　認知機能及び自覚に関するその他の症状及び徴候
  - R41.0　失見当(識)，詳細不明
  - R41.1　前向性健忘
  - R41.2　逆向性健忘
  - R41.3　その他の健忘
  - R41.8　認知機能及び自覚に関するその他及び詳細不明の症状及び徴候
- R42　めまい<眩暈>感及びよろめき感
- R43　嗅覚障害及び味覚障害
  - R43.0　無嗅覚(症)
  - R43.1　嗅覚錯誤<錯嗅(覚)(症)>
  - R43.2　味覚錯誤<錯味(症)>
  - R43.8　嗅覚及び味覚のその他及び詳細不明の障害
- R44　一般感覚及び知覚に関するその他の症状及び徴候
  - R44.0　幻聴
  - R44.1　幻視
  - R44.2　その他の幻覚
  - R44.3　幻覚，詳細不明
  - R44.8　一般感覚及び知覚に関するその他及び詳細不明の症状及び徴候
- R45　情緒状態に関する症状及び徴候
  - R45.0　神経過敏
  - R45.1　情緒不安及び激越
  - R45.2　落ち込み
  - R45.3　無気力及び感情鈍麻<アパシー>
  - R45.4　易刺激性<易怒性>及び怒り
  - R45.5　敵意
  - R45.6　暴力行為
  - R45.7　情緒性ショック及びストレスの(持続)状態，詳細不明
  - R45.8　情緒状態に関するその他の症状及び徴候
- R46　外観及び行動に関する症状及び徴候
  - R46.0　個人衛生の著しいレベル低下
  - R46.1　奇異な外観
  - R46.2　奇妙な行動及び不可解な行動
  - R46.3　活動過剰
  - R46.4　行動緩慢及び反応性低下
  - R46.5　さい<猜>疑性及び著明な逃避性
  - R46.6　ストレスの多いできごとへの過度の関心及び没頭
  - R46.7　異常に多弁で説明が詳しすぎるため，相談や面接の理由が判然としない状態
  - R46.8　外観及び行動に関するその他の症状及び徴候

### (R47-R49)　言語及び音声に関する症状及び徴候
- R47　言語の障害，他に分類されないもの
  - R47.0　不全失語(症)及び失語(症)
  - R47.1　構音障害及び失構語(症)
  - R47.8　その他及び詳細不明の言語の障害
- R48　読字障害及びその他の表象機能の障害，他に分類されないもの
  - R48.0　読字障害及び失読(症)
  - R48.1　失認(症)
  - R48.2　失行(症)
  - R48.8　その他及び詳細不明の表象機能の障害
- R49　音声の障害
  - R49.0　発声障害<発声困難>
  - R49.1　失声<発声不能>(症)
  - R49.2　高鼻音及び低鼻音
  - R49.8　その他及び詳細不明の音声の障害

### (R50-R69)　全身症状及び徴候
- R50　不明熱
  - R50.0　悪寒<さむけ>を伴う発熱
  - R50.1　持続熱
  - R50.9　発熱，詳細不明
- R51　頭痛
- R52　疼痛，他に分類されないもの
  - R52.0　急性疼痛
  - R52.1　慢性難治性疼痛
  - R52.2　その他の慢性疼痛
  - R52.9　疼痛，詳細不明
- R53　倦怠(感)及び疲労
- R54　老衰
- R55　失神及び虚脱
- R56　けいれん<痙攣>，他に分類されないもの
  - R56.0　熱性けいれん<痙攣>
  - R56.8　その他及び詳細不明のけいれん<痙攣>
- R57　ショック，他に分類されないもの
  - R57.0　心原性ショック
  - R57.1　循環血液量減少性ショック
  - R57.8　その他のショック
  - R57.9　ショック，詳細不明
- R58　出血，他に分類されないもの
- R59　リンパ節腫大
  - R59.0　限局性リンパ節腫大
  - R59.1　全身性リンパ節腫大
  - R59.9　リンパ節腫大，詳細不明
- R60　浮腫，他に分類されないもの
  - R60.0　限局性浮腫
  - R60.1　全身性浮腫
  - R60.9　浮腫，詳細不明
- R61　発汗過多<多汗>(症)
  - R61.0　限局性発汗過多<多汗>(症)
  - R61.1　全身性発汗過多<多汗>(症)
  - R61.9　発汗過多<多汗>(症)，詳細不明
- R62　身体標準発育不足
  - R62.0　標準発達遅延
  - R62.8　その他の身体標準発育不足
  - R62.9　身体標準発育不足，詳細不明
- R63　食物及び水分摂取に関する症状及び徴候
  - R63.0　食欲不振
  - R63.1　多飲(症)
  - R63.2　多食(症)
  - R63.3　栄養補給の困難及び不適当な管理
  - R63.4　異常体重減少
  - R63.5　異常体重増加
  - R63.8　食物及び水分摂取に関するその他の症状及び徴候
- R64　悪液質
- R68　その他の全身症状及び徴候
  - R68.0　低体温，外界の低温状態に関連しないもの
  - R68.1　乳児特有の非特異的症状
  - R68.2　口内乾燥，詳細不明
  - R68.3　(太鼓)ばち指
  - R68.8　その他の明示された全身症状及び徴候
- R69　原因不明及び詳細不明の疾病

### (R70-R79)　血液検査の異常所見，診断名の記載がないもの
- R70　赤血球沈降速度促進及び血漿粘(稠)度の異常
  - R70.0　赤血球沈降速度促進
  - R70.1　血漿粘(稠)度異常
- R71　赤血球の異常
- R72　白血球の異常，他に分類されないもの
- R73　血糖値上昇
  - R73.0　ブドウ糖負荷試験異常
  - R73.9　高血糖，詳細不明
- R74　血清酵素値異常
  - R74.0　トランスアミナーゼ(値)及び乳酸脱水素酵素[ＬＤＨ](値)の上昇
  - R74.8　その他の血清酵素の異常値
  - R74.9　詳細不明の血清酵素の異常値
- R75　ヒト免疫不全ウイルス[ＨＩＶ]の検査陽性
- R76　血清のその他の免疫学的異常所見
  - R76.0　抗体価上昇
  - R76.1　ツベルクリン検査の異常反応
  - R76.2　梅毒血清反応偽陽性
  - R76.8　血清のその他の明示された免疫学的異常所見
  - R76.9　血清の免疫学的異常所見，詳細不明
- R77　血漿たんぱく<蛋白>のその他の異常
  - R77.0　アルブミンの異常
  - R77.1　グロブリンの異常
  - R77.2　アルファフェトプロテインの異常
  - R77.8　血漿たんぱく<蛋白>のその他の明示された異常
  - R77.9　血漿たんぱく<蛋白>の異常，詳細不明
- R78　正常では血中から検出されない薬物及びその他の物質の検出
  - R78.0　血中のアルコールの検出
  - R78.1　血中のアヘン薬物の検出
  - R78.2　血中のコカインの検出
  - R78.3　血中の幻覚剤の検出
  - R78.4　血中の嗜癖傾向のあるその他の薬物の検出
  - R78.5　血中の向精神薬の検出
  - R78.6　血中のステロイド物質の検出
  - R78.7　血中の重金属の異常値
  - R78.8　その他の明示された物質の検出，正常では血中から検出されないもの
  - R78.9　詳細不明の物質の検出，正常では血中から検出されないもの
- R79　その他の血液化学的異常所見
  - R79.0　血中ミネラル<鉱質>異常値
  - R79.8　その他の明示された血液化学的異常所見
  - R79.9　血液化学的異常所見，詳細不明

### (R80-R82)　尿検査の異常所見，診断名の記載がないもの
- R80　単独たんぱく<蛋白>尿
- R81　糖尿
- R82　尿のその他の異常所見
  - R82.0　乳び<糜>尿
  - R82.1　ミオグロビン尿
  - R82.2　胆汁色素尿
  - R82.3　ヘモグロビン<血色素>尿症
  - R82.4　アセトン尿
  - R82.5　薬物，医薬品及び生物学的製剤の尿中値の上昇
  - R82.6　薬用を主としない物質の尿中値の異常
  - R82.7　尿の微生物学的検査における異常所見
  - R82.8　尿の細胞学的及び組織学的検査における異常所見
  - R82.9　尿のその他及び詳細不明の異常所見

### (R83-R89)　その他の体液，検体<材料>及び組織の検査の異常所見，診断名の記載がないもの
- R83　脳脊髄液に関する異常所見
  - R83.0　脳脊髄液に関する異常所見，酵素の異常
  - R83.1　脳脊髄液に関する異常所見，ホルモンの異常値
  - R83.2　脳脊髄液に関する異常所見，その他の薬物，医薬品などの異常値
  - R83.3　脳脊髄液に関する異常所見，薬用を主としない物質の異常値
  - R83.4　脳脊髄液に関する異常所見，免疫学的異常所見
  - R83.5　脳脊髄液に関する異常所見，微生物学的異常所見
  - R83.6　脳脊髄液に関する異常所見，細胞学的異常所見
  - R83.7　脳脊髄液に関する異常所見，組織学的異常所見
  - R83.8　脳脊髄液に関する異常所見，その他の異常所見
  - R83.9　脳脊髄液に関する異常所見，詳細不明の異常所見
- R84　呼吸器及び胸部<郭>からの検体<材料>の異常所見
  - R84.0　呼吸器及び胸部<郭>からの検体＜材料>の異常所見，酵素の異常
  - R84.1　呼吸器及び胸部<郭>からの検体＜材料>の異常所見，ホルモンの異常値
  - R84.2　呼吸器及び胸部<郭>からの検体＜材料>の異常所見，その他の薬物，医薬品などの異常値
  - R84.3　呼吸器及び胸部<郭>からの検体＜材料>の異常所見，薬用を主としない物質の異常値
  - R84.4　呼吸器及び胸部<郭>からの検体＜材料>の異常所見，免疫学的異常所見
  - R84.5　呼吸器及び胸部<郭>からの検体＜材料>の異常所見，微生物学的異常所見
  - R84.6　呼吸器及び胸部<郭>からの検体＜材料>の異常所見，細胞学的異常所見
  - R84.7　呼吸器及び胸部<郭>からの検体＜材料>の異常所見，組織学的異常所見
  - R84.8　呼吸器及び胸部<郭>からの検体＜材料>の異常所見，その他の異常所見
  - R84.9　呼吸器及び胸部<郭>からの検体＜材料>の異常所見，詳細不明の異常所見
- R85　消化器及び腹腔からの検体<材料>の異常所見
  - R85.0　消化器及び腹腔からの検体<材料>の異常所見，酵素の異常
  - R85.1　消化器及び腹腔からの検体<材料>の異常所見，ホルモンの異常値
  - R85.2　消化器及び腹腔からの検体<材料>の異常所見，その他の薬物，医薬品などの異常値
  - R85.3　消化器及び腹腔からの検体<材料>の異常所見，薬用を主としない物質の異常値
  - R85.4　消化器及び腹腔からの検体<材料>の異常所見，免疫学的異常所見
  - R85.5　消化器及び腹腔からの検体<材料>の異常所見，微生物学的異常所見
  - R85.6　消化器及び腹腔からの検体<材料>の異常所見，細胞学的異常所見
  - R85.7　消化器及び腹腔からの検体<材料>の異常所見，組織学的異常所見
  - R85.8　消化器及び腹腔からの検体<材料>の異常所見，その他の異常所見
  - R85.9　消化器及び腹腔からの検体<材料>の異常所見，詳細不明の異常所見
- R86　男性生殖器からの検体<材料>の異常所見
  - R86.0　男性性殖器からの検体<材料>の異常所見，酵素の異常
  - R86.1　男性性殖器からの検体<材料>の異常所見，ホルモンの異常値
  - R86.2　男性性殖器からの検体<材料>の異常所見，その他の薬物，医薬品などの異常値
  - R86.3　男性性殖器からの検体<材料>の異常所見，薬用を主としない物質の異常値
  - R86.4　男性性殖器からの検体<材料>の異常所見，免疫学的異常所見
  - R86.5　男性性殖器からの検体<材料>の異常所見，微生物学的異常所見
  - R86.6　男性性殖器からの検体<材料>の異常所見，細胞学的異常所見
  - R86.7　男性性殖器からの検体<材料>の異常所見，組織学的異常所見
  - R86.8　男性性殖器からの検体<材料>の異常所見，その他の異常所見
  - R86.9　男性性殖器からの検体<材料>の異常所見，詳細不明の異常所見
- R87　女性生殖器からの検体<材料>の異常所見
  - R87.0　女性性殖器からの検体<材料>の異常所見，酵素の異常
  - R87.1　女性性殖器からの検体<材料>の異常所見，ホルモンの異常値
  - R87.2　女性性殖器からの検体<材料>の異常所見，その他の薬物，医薬品などの異常値
  - R87.3　女性性殖器からの検体<材料>の異常所見，薬用を主としない物質の異常値
  - R87.4　女性性殖器からの検体<材料>の異常所見，免疫学的異常所見
  - R87.5　女性性殖器からの検体<材料>の異常所見，微生物学的異常所見
  - R87.6　女性性殖器からの検体<材料>の異常所見，細胞学的異常所見
  - R87.7　女性性殖器からの検体<材料>の異常所見，組織学的異常所見
  - R87.8　女性性殖器からの検体<材料>の異常所見，その他の異常所見
  - R87.9　女性性殖器からの検体<材料>の異常所見，詳細不明の異常所見
- R89　その他の臓器，器官系及び組織からの検体<材料>の異常所見
  - R89.0　その他の臓器，器官系及び組織からの検体<材料>の異常所見，酵素の異常
  - R89.1　その他の臓器，器官系及び組織からの検体<材料>の異常所見，ホルモンの異常値
  - R89.2　その他の臓器，器官系及び組織からの検体<材料>の異常所見，その他の薬物，医薬品などの異常値
  - R89.3　その他の臓器，器官系及び組織からの検体<材料>の異常所見，薬用を主としない物質の異常値
  - R89.4　その他の臓器，器官系及び組織からの検体<材料>の異常所見，免疫学的異常所見
  - R89.5　その他の臓器，器官系及び組織からの検体<材料>の異常所見，微生物学的異常所見
  - R89.6　その他の臓器，器官系及び組織からの検体<材料>の異常所見，細胞学的異常所見
  - R89.7　その他の臓器，器官系及び組織からの検体<材料>の異常所見，組織学的異常所見
  - R89.8　その他の臓器，器官系及び組織からの検体<材料>の異常所見，その他の異常所見
  - R89.9　その他の臓器，器官系及び組織からの検体<材料>の異常所見，詳細不明の異常所見

### (R90-R94)　画像診断及び機能検査における異常所見，診断名の記載がないもの
- R90　中枢神経系の画像診断における異常所見
  - R90.0　頭蓋内占拠性病変
  - R90.8　中枢神経系の画像診断におけるその他の異常所見
- R91　肺の画像診断における異常所見
- R92　乳房の画像診断における異常所見
- R93　その他の身体構造の画像診断における異常所見
  - R93.0　頭蓋及び頭部の画像診断における異常所見，他に分類されないもの
  - R93.1　心臓及び冠循環の画像診断における異常所見
  - R93.2　肝及び胆道の画像診断における異常所見
  - R93.3　消化管のその他の部位の画像診断における異常所見
  - R93.4　泌尿器の画像診断における異常所見
  - R93.5　後腹膜を含むその他の腹部の画像診断における異常所見
  - R93.6　(四)肢の画像診断における異常所見
  - R93.7　筋骨格系のその他の部位の画像診断における異常所見
  - R93.8　その他の明示された身体構造の画像診断における異常所見
- R94　機能検査の異常所見
  - R94.0　中枢神経系の機能検査における異常所見
  - R94.1　末梢神経系及び特殊感覚の機能検査における異常所見
  - R94.2　肺機能検査の異常所見
  - R94.3　心血管機能検査の異常所見
  - R94.4　腎機能検査の異常所見
  - R94.5　肝機能検査の異常所見
  - R94.6　甲状腺機能検査の異常所見
  - R94.7　その他の内分泌機能検査の異常所見
  - R94.8　その他の臓器及び器官系の機能検査における異常所見

### (R95-R99)　診断名不明確及び原因不明の死亡
- R95　乳幼児突然死症候群
- R96　その他の突然死<急死>，原因不明
  - R96.0　即死
  - R96.1　発症後24時間未満の死亡で他に説明がないもの
- R98　立会者のいない死亡
- R99　その他の診断名不明確及び原因不明の死亡